# Mezinárodní letiště Hostomel
Mezinárodní letiště Hostomel, nazýváno také letiště Antonov-2 (IATA: GML, ICAO: UKKM, ukrajinsky Аеропорт «Антонов» – Aeroport «Antonov»), je mezinárodní nákladní a testovací letiště v Hostomelu, městě na severozápadním předměstí Kyjeva na Ukrajině.

## Umístění a pozemní doprava
Letiště je vzdáleno přibližně 20 kilometrů od Kyjeva. Je dostupné autobusem a trolejbusem. Nedaleko něj vede dálnice M 07.

## Vybavení a parametry
Slouží jako uzlové letiště pro nákladní leteckou společnost Avialiniji Antonova a bylo domovským letištěm celosvětově největšího provozovatelného letounu Antonov An-225. Bylo vybaveno pro jeho opravy a údržbu a i pro opravy jiných letadel, např. Antonov An-124 nebo Boeing 757. Zároveň je zkušebním letištěm společnosti Antonov.
Letiště má jedinou vzletovou a přistávací dráhu, která je betonová, dlouhá 3500 metrů, široká 56 metrů, má orientaci 15/33 a je vybavena systémem ILS.

## Historie
24. února 2022, první den ruské invaze na Ukrajinu, obsadili letiště ruští výsadkáři vrtulníkovým výsadkem. Ve 21:40 Ukrajina oznámila, že letiště dobyla zpět. Druhý den ale letiště dobyla postupující ruská pozemní vojska.